# ميل بيتكوفيتش
ميل بيتكوفيتش هو لاعب كرة قدم كرواتي، ولد في 12 أغسطس 1953 في Lovas, Croatia ‏ في كرواتيا.